# Société suisse des officiers
Pour les articles homonymes, voir Sso.

Logo de la société suisse des officiers

La Société suisse des officiers (SSO) est l’organisation faîtière de 24 sociétés cantonales d’officiers et de 15 sociétés d’armes (nommés sections) comptant un total de 22 000 membres.
Ses buts sont de représenter les officiers et leurs intérêts dans le cadre de la politique de sécurité suisse. Elle vise à promouvoir une armée efficace ainsi que d’entretenir des relations étroites avec les autorités et organisations nationales et internationales ayant des objectifs de politique de sécurité. Elle ne reçoit aucune subvention fédérale, mais se finance entièrement par les cotisations des membres et des dons. Son siège se trouve sur le territoire de la commune de Pully, dans le canton de Vaud, depuis la modification des statuts de 1996.

## Histoire et la formation
L’origine de la SSO remonte à la Régénération, lorsque 130 officiers de Zurich, de la Thurgovie et de Saint-Gall ont fondé la « société militaire fédérale » le 24 novembre 1833 à Winterthour. Depuis 2010, elle est concurrencée idéologiquement par le groupe Giardino.

## Organisation
La Société suisse des officiers a trois organes : l’assemblée des délégués, le comité et les vérificateurs des comptes.
L’assemblée des délégués est l’organe suprême de la SSO et est organisée une fois par année. Les délégués sont représentants des sociétés cantonales des officiers et des sociétés d’armes. Elle a les compétences entre autres d’élire son président, les autres membres du comité et les vérificateurs des comptes.
Le comité se compose du président et d’au moins douze membres de sociétés cantonales d’officiers ou d’armes et de services. Le comité se constitue lui-même et peut former un directoire et, en cas de besoin, d’autres groupes de travail ou commissions. Le comité est chargé de l’administration courante et représente la société à l’extérieur.

## Membres
La SSO se compose de 39 sections. Elles se subdivise en 24 sections cantonales et 15 sociétés d’armes. Les comités directeurs de toutes les sections et de la SSO travaillent bénévolement.

### Sociétés cantonales
| amoiries                          | société                                                 |
| --------------------------------- | ------------------------------------------------------- |
| Kanton Aargau                     | Aargauische OG                                          |
| Wappen Appenzell Innerrhoden matt | OG Appenzell                                            |
| Wappen Basel-Stadt matt           | OG beider Basel et Artillerie-Offiziers-Verein Basel    |
| Kanton Bern                       | OG des Kantons Bern                                     |
| Kanton Freiburg                   | Freiburgische OG                                        |
| Kanton Genf                       | Société militaire du canton de Genève                   |
| Kanton Glarus                     | Glarner OG                                              |
| Kanton Graubünden                 | Bündner OG                                              |
| Kanton Jura                       | Société jurassienne des officiers                       |
| Kanton Luzern                     | Kantonale OG Luzern                                     |
| Kanton Neuenburg                  | Société neuchâteloise des officiers                     |
| Wappen                            | OG Nidwalden                                            |
| Wappen                            | OG Obwalden                                             |
| Kanton Schaffhausen               | Kantonale OG Schaffhausen                               |
| Kanton Schwyz                     | OG des Kantons Schwyz                                   |
| Kanton Solothurn                  | OG des Kantons Solothurn                                |
| Kanton St. Gallen                 | OG des Kantons St.Gallen                                |
| Kanton Thurgau                    | OG des Kantons Thurgau                                  |
| Kanton Tessin                     | Società ticinese degli Ufficiali                        |
| Wappen Uri matt                   | OG des Kantons Uri                                      |
| Kanton Waadt                      | Société vaudoise des officiers                          |
| Kanton Wallis                     | OG Oberwallis et Société des officiers du Valais romand |
| Kanton Zug                        | OG Zug                                                  |
| Kanton Zürich                     | OG des Kantons Zürich                                   |

### Sociétés d'Armes
| Logo                                                                    | société                                                              |
| ----------------------------------------------------------------------- | -------------------------------------------------------------------- |
| Logo der Vereinigung der Schweizerischen ABC Spezialisten               | Vereinigung der Schweizerischen ABC Spezialisten                     |
| Logo der Schweizerischen Offiziersgesellschaft der Artillerie           | Schweizerische Offiziersgesellschaft der Artillerie                  |
| Logo der Società Ticinese di Artiglieria                                | Società Ticinese di Artiglieria                                      |
| Logo der Gesellschaft der Offiziere der Luftwaffe                       | AVIA - Gesellschaft der Offiziere der Luftwaffe                      |
| Logo der Kadervereinigung der Spezialkräfte                             | KVSK – Kadervereinigung der Spezialkräfte                            |
| Logo der Offiziersgesellschaft der Panzertruppen                        | OG Panzer - Offiziersgesellschaft der Panzertruppen                  |
| Logo der Schweizerischen Gesellschaft der Offiziere der Logistik        | SOLOG - Schweizerische Gesellschaft der Offiziere der Logistik       |
| Logo der Schweizerischen Gesellschaft der Bereitschaftsoffiziere        | Schweizerische Gesellschaft der Bereitschaftsoffiziere               |
| Logo der Vereinigung Schweizerischer Nachrichtenoffiziere               | VSN - Vereinigung Schweizerischer Nachrichtenoffiziere               |
| Logo der Offiziersgesellschaften der Rettungstruppen                    | Offiziersgesellschaften der Rettungstruppen                          |
| Logo der Schweizerischen Gesellschaft der Offiziere der Sanitätstruppen | SGOS - Schweizerische Gesellschaft der Offiziere der Sanitätstruppen |
| Logo der Schweizerischen Veterinär-Offiziersgesellschaft                | SVOG - Schweizerische Veterinär-Offiziersgesellschaft                |
| Logo der Schweizerischen Offiziersgesellschaft Führungsunterstützung    | SOG FU - Schweizerische Offiziersgesellschaft Führungsunterstützung  |

## Sources
- Fonds : Société suisse des officiers, section vaudoise (1891 et 1906-1975) [2.70 ml]. Collection : Archives privées; Cote : CH-000053-1 P Société suisse des officiers, section vaudoise. Archives cantonales vaudoises (présentation en ligne).

## Publications
La société participe à la parution de trois journaux militaires en Suisse – un par langue nationale :
- Allgemeine_Schweizerische_Militärzeitschrift Allgemeine Schweizerische Militärzeitschrift (ASMZ) est l'organe officiel de la SSO. Elle est distribuée à tous les membres alémaniques de la SSO ainsi qu’aux membres de la « Schweizerische Kriegstechnische Gesellschaft ». Depuis 1834, le journal est publié régulièrement et informe sur les activités de la SSO et leurs sections.
- la Revue militaire suisse (RMS) est un organe de publication officiel de la Société suisse des officiers. Elle appartient aux sections cantonales de Suisse romande et de Berne. Elle est éditée par une association indépendante et a pour but, notamment, de faciliter l'échange sur les problèmes militaires et de développer les connaissances et la culture générale des officiers.
- l'Associazione Rivista Militare della Svizzera Italiana (ARMSI) est le journal pour les cadres de la suisse italienne et l'organe de communication pour la Società Ticinese degli Ufficiali.